# Näsijärvi
A Näsi-tó (finnül Näsijärvi) Finnország 16. legnagyobb tava, amely a Finn-tóvidéken, a Pirkanmaa régióban terül el. A tó területe 257 km², hosszúsága 44 kilométer, legmélyebb pontja 63 méter. A Näsi-tó vize a Tampere központjában található Tammerkoskin keresztül a Pyhä-tóba folyik, mivel a két tó között 18 méter a szintkülönbség.